# Geraldo Campos
Geraldo Campos (Aracaju, 1 de novembro de 1925) é um marinheiro, advogado e político brasileiro que teve sua participação política iniciada quando se filiou ao PCB aos 17 anos. Na década de 1950, foi um dos primeiros homens a morar em Brasíliaquando ainda estava em obras para receber a capital do Brasil. 
Na década de 1970, em pleno Regime Militar,, se tornou em Direito na Universidade de Brasília e passou a ser filiado ao MDB em 1979 quando o então presidente João Figueiredo pôs fim ao bipartidarismo. Entre 1987 e 1991, foi deputado federal pelo Distrito Federal e contribuiu na Assembleia Nacional Constituinte de 1987 para a criação da nova carta magna brasileira no ano seguinte.Posteriormente, foi um dos fundadores do PSDB (Partido da Social Democracia Brasileira) e, por ele, recebeu a Medalha de Serviços de Guerra em 2007, mesmo já estando aposentado. 

## Biografia
Filho de Manoel Campos e Alaíde Dantas Campos. Pioneiro na construção de Brasília chegou à região em 1958 e antes esteve na Marinha do Brasil durante a Segunda Guerra Mundial recebendo assim a Medalha das Duas Estrelas. Desde os 17 anos, quando passou a ser membro da Marinha do Brasil, já era filiado ao PCdoB — motivo pelo qual foi expulso das forças armadas aos 24 anos. Após isso, foi morar um tempo com sua família na União Soviética (URSS) até retornar ao Brasil no fim da década de 1950 quando passou a residir em Brasília em meio às obras da futura capital nacional.  
Campos foi um dos primeiros homens a habitar Brasília em, 1958, quando ainda estava em construção, mesmo indo contra as propostas do então presidente Juscelino Kubitschek em transferir a capital do Brasil do Rio de Janeiro para a região centro-oeste. Nessa época, passou a morar em uma das construções da Fundação Casa Popular com sua família. Além disso, Campos destaca que Luís Carlos Prestes, líder do PCB na época, também se firmava contra a construção da atual capital e que todos os recursos destinados à essa obra deveriam ser deslocados aos demais setores de infraestrutura, principalmente o de indústria e geração de empregos.
Posteriormente, em 1959, um protesto por conta das péssimas condições de alimentação tomou conta da região pertencente à construtora Pacheco Fernandes. O caso foi encaminhado às autoridades policiais que, quando chegaram ao local, ouviram depoimentos de que alguns corpos foram vitimizados e, em seguidas, retirados do local com uma caçamba de entulho. Apesar de haver uma frente de pessoas a favor de noticiar o episódio para o restante do país, nada foi feito e, até hoje, poucos sabem da ocorrência desse episódio e a forte presença de Campos ao longo dele. 
Em 1960, ano de inauguração de Brasília, foi eleito presidente da Associação dos Servidores da Novacap e passou a lutar, junto com os operários responsáveis pela construção da capital por melhores condições de vida na região. O motivo disso acontecer é que, com a mudança da capital em abril de 1960, as construções principais passassem a ser habitadas por pessoas responsáveis por enfrentar "a lama e a poeira". A presidência dessa associação lhe pertenceu até 1964 quando o Regime Militar cassou seu mandato. 
Durante a Ditadura, Campos se formou em Direito no Centro Universitário de Brasília em 1977 foi advogado do Conselho Federal de Engenharia e Agronomia, integrou a diretoria da Fundação Educacional do Distrito Federal e foi secretário para assuntos internacionais da Confederação dos Servidores Públicos do Brasil. Com o fim do bipartidarismo no Governo Figueiredo (1979 - 1985) filiou-se ao MDB no fim da década de 1970 e ocupou a assessoria jurídica da Superintendência de Abastecimento de Brasília e de vice-presidente da Federação dos Servidores Públicos de Brasília além de integrar a executiva nacional de seu partido.
Eleito deputado federal pelo Distrito Federal em 1986, participou da Assembleia Nacional Constituinte que elaborou a Constituição de 1988, ano em que foi um dos fundadores do PSDB, embora não tenha disputado a reeleição em 1990. Suas propostas incluíam a suspensão do pagamento da dívida externa brasileira — orçada em US$ 80 bilhões e considerada uma das mais elevadas do mundo na década de 1980 — e negociá-la para investir em recursos capazes de gerar empregos para mais de 3 milhões de pessoas. Outra proposta foi o total apoio a investimentos no setor de informática que já apresentava seus primeiros sinais no país. 
No ano de 2007, apesar de ter se aposentado da vida pública, recebeu a Medalha de Serviços de Guerra em homenagem aos serviços prestados durante a Segunda Guerra Mundial e outros acontecimentos posteriores. O pedido foi feito pela então deputada federal Jaqueline Roriz (PSDB). 